# All the Way
All the Way é um álbum de estúdio da cantora Etta James. Foi lançado em 2006 pela gravadora RCA Victor.
| Críticas profissionais                                                      | Críticas profissionais |
| Avaliações da crítica                                                       | Avaliações da crítica  |
| Fonte                                                                       | Avaliação              |
| --------------------------------------------------------------------------- | ---------------------- |
| allmusic                                                                    | [ 1 ]                  |
| Esta tabela precisa de ser acompanhada por texto em prosa. Consulte o guia. |                        |

## Faixas
1. "All The Way"
2. "Stop On By"
3. "Strung Out"
4. "Somewhere"
5. "Holding Back The Years"
6. "Imagine"
7. "I Believe I Can Fly"
8. "It's A Man's Man's Man's World"
9. "Purple Rain"
10. "What's Going On"
11. "Calling You"